# Johan Olaus Wahl
Johan Olaus Wahl, född den 12 september 1862 i Kristiania, död den 2 oktober 1935 i Bergen, var norsk militär och krigshistoriker. 
Wahl blev officer vid infanteriet 1882 och befordrades efter hand inom vapenslaget till överste och chef för Søndre Bergenhus infanteriregiment nummer 9 1912. Han skrev bland annat Det gamle Bergenhusiske regiments historie (1901), Felttogene 1716 og 1718 (1903), Toget til Bohuslehn 1788 (1905) samt ett flertal uppsatser i "Norsk militært tidsskrift" och i dagspressen.